# D'Monn Baker
D'Monn Baker (6 agosto 1981) è un ex giocatore di football americano e allenatore di football americano statunitense, che ha giocato come tight end.
Dopo aver giocato per le squadre universitarie statunitensi dei Bowling Green Falcons e dei California Vulcans non ha proseguito la carriera nel football giocato, ad eccezione della partecipazione al mondiale 2007 con la nazionale che ha vinto il titolo; è diventato allenatore, cominciando con la sua ultima alma mater.

## Palmarès
- 1 Mondiale (2007)